# 阿聯酋大廈
阿聯酋大廈商場（Emirates Towers）位於阿拉伯聯合酋長國杜拜，是杜拜地標之一。阿聯酋大廈共分兩座，兩幢大廈的基座皆被樓下的商場連接著，兩幢大廈分別為：
- 第一座：阿聯酋辦公大樓，樓高54層，高355米、1,163英尺，是為全球第64高摩天大樓）
- 第二座：朱美拉阿聯酋酒店，樓高56層，高309米、1,014英尺，由杜拜國際酒店集團－朱美拉國際（Jumeirah International）負責營運及管理）

阿聯酋大廈內還設有57萬平方米的花園，及高達1800個汽車泊位。

## 外部連結
- Emirates Tower One on CTBUH Skyscraper Center
- Emirates Tower Two on CTBUH Skyscraper Center